# كللي
كللي بلدة في منطقة إدلب في محافظة إدلب في سورية.
تبعد عن إدلب مركز المحافظة 23 كم باتجاه الشمال على طريق باب الهوى المنفذ الحدودي مع تركيا المؤدي إلى أنطاكية.

## الموقع الجغرافي
تقع بلدة كللي في شمال غرب سوريا ضمن محافظة إدلب وتبعد عن إدلب مركز المحافظة 23 كيلو بإتجاه الشمال على طريق باب الهوى المنفذ الحدودي مع تركيا المؤدي إلى أنطاكية وتتبع إداريا ناحية معرة مصرين الّتي تبعد عنها 10 كيلو متر وهي مرشحة لتكون ناحية ويتبع لها عدد من القرى المجاورة المرتبطة بها تجاريا وإداريا وهي (قرية حزانو، قرية كفتين، بيرة كفتين، قرية الحلزون وحير صلاح).
وتقع بلد كللي في سفح سهلي يحيط بها من الشمال جبل الشيخ محمد الطويل ومن الغرب جبل الشيخ محمد علي صويص.
تبعد عن منفذ باب الهوى الحدودي مع تركيا بحدود 15 كيلو متر تتنوع سهولها وأراضيها بين سفوح جبلية وهضاب متباينة الارتفاع وأراضٍ سهلية.
- وهي تبعد عن مدينة حلب بحدود 45 كيلو متر إلى الجنوب الغربي، وأراضيها الزراعية محاذية للقرى التابعة لمحافظة حلب، ويمر فيها طريق باب الهوى المرتبط بطريق دمشق الدولي.

## تعداد السكان
يبلغ عدد سكانها وفق آخر إحصاء أُجريُ في عام 2008 وفق المقيمين في حصريًا خمس عشرة ألف نسمة، وإذا ما أضيف إليها المنقولون والمغتربون في المدن وفي البلدان الأخرى فيصبح عدد سكانها بحدود عشرين ألف نسمة، وعموم سكانها مرتبطون بمدينة حلب تجاريًا ووظيفيًا.

## مكانتها التاريخية
يغلب على الظن من خلال العائلات الّتي تسكن فيها أن يعود تاريخها إلى ما قبل 300 سنة، إلّا أنها بلدة رومانية كانت مأهولة بالسكان قبل ذلك أي قبل الفتح الإسلامي حيث تدل الأوابد التاريخية العائدة إلى العهد الروماني على ذلك، ففيها القوس (تهدم جزء منه لكن آثاره باقية)، وجب القوس، والحفريات والمغارات الّتي تكثر فيها، وتدل الُّقى الأثرية والعملات المعدنية بأنواعها المختلفة الّتي يعثر عليها سكان البلدة على أنها قد شهدت مرور أقوام من العهد الروماني والإسلامي.

## محاصيلها الزراعية
- عرفت بلدة كللي على مرور السنوات الماضية، بأحراجها الطبعية وغابات البلوط واللوز المنتشرة على جبالها الغربية والشمالية التي تشكل جزء من سلسلة جبال حارم، ومما يتناقله المورث الشعبي أن جبال كللي وسهولها كانت غابة من الزيتون الذين لا يعلمون له عمرا بل يقولون انه من زمن الروم، إلا أن العاصفة الثلجية التي حدثت بأواخر خمسينيات القرن العشرين والتي تسمى عند العوام (الأربعين تلجة) كانت سببا بتلف تلك الغابات، فضلا عن الرعي الجائر وخاصة تربية الماعز، وما لايقل أهمية عن زراعة الأشجار المثمرة، كان زراعة الحبوب وأهمها القمح والشعير والجلبان بسهولها البعلية الواسعة الممتدة شرقا وشمالا إلى ابين وراعة وباتبو، وأيضا اشتهرت بزراعة محصول البطيخ الأصفر فكان يصدر إلى عموم محافظات القطر العربي السوري وخاصة إلى حلب وحمص، إّلا ان هذا المحصول انقرض إما بسبب الإفراط في زراعته وعدم مراعاة أمر الدورة الزراعية، أو بعد الأمطار الحامضية الّتي هطلت على المنطقة بعد كارثة تشرنوبل في أوكرانيا. وعرف عنها أيضا العنب الفوعي الّذي كان يصدر إلى القرى المجاورة، لكنه انقرض بعد زحف الزيتون على الأراضي، وكان يزرع فيها بكثرة التبغ لكنه أصبح قليلا لآن، وبعضهم يعزو لزراعته تضرر التربة وإفقارها بالإضافة لاستخدام الأسمدة الكيميائية والتلوث البيئي الذي أدى لتضرر تربية النحل بشكل مؤثر، وبشكل عام تنحصر الزراعة الحالية في الحبوب وفي الكمون والكزبرة والحبة السوداء وبعض الخضروات، والسبب في قلة تنوع المحاصيل الزراعية هوه مياهها الجوفية العميقة وقلة منسوب الأمطار، وبشكل عام يميل الناس إلى زراعة الزيتون والتين في الدرجة الثانية، فحقول الزيتون تنتشر فيها في سفوح الجبال من الجهة الغربية والشمالية والشرقية الشمالية.

## مراكز الدولة والخدمة فيها
يوجد في كلي مركز بلدية منذ عام 1956، ومدرسة كللي المختلطة منذ عام 1953 وفيها الآن خمس مدارس للتعليم الأساسي (من الأول ابتدائي إلى الثالث إعدادي) وأخرى حت الإنشاء حاليا، وفيها مركز صحي ومركز أتصالات، ومخفر شرطة، وجمعية استهلاكية، وجمعية خيرية، ومدرسة ثانوية

## معالم مدنية أخرى
يوجد في كللي ست دور عبادة بين مسجد وجامع وهي على النحو الآتي :
الجامع الكبير (عمر بن الخطاب) في وسط البلدة.
جامع علي بن أبي طالب في الحارة الغربية (هباط بني طالب)
جامع التيسير في الحارة القبلية أنشئ في عام 2007
مسجد الشيخ هلال في الحارة الشرقية
المسجد الصغير في أرض الحارة
ومسجد الشيخ عبد الرحيم البرادعي